# Jascottella
Jascottella es un género de foraminífero bentónico de la subfamilia Colonammininae, de la familia Saccamminidae, de la superfamilia Saccamminoidea, del suborden Saccamminina y del orden Astrorhizida. Su especie tipo es Mamilla hemisphaerica. Su rango cronoestratigráfico abarca desde el Santoniense hasta el Campaniense inferior (Cretácico superior).

## Discusión
Clasificaciones previas hubiesen incluido Jascottella en la subfamilia Hemisphaerammininae, de la familia Hemisphaeramminidae, de la superfamilia Astrorhizoidea, así como en el suborden Textulariina del orden Textulariida.

## Clasificación
Jascottella incluye a la siguiente especie:
- Jascottella hemisphaerica †